# Tuc de Montoliu
El Tuc de Montoliu és una muntanya de 2.691 metres d'altitud, amb una prominència de 120 m, que es troba al municipi de Naut Aran, a la comarca de la Vall d'Aran.